# Ерік Ельмосніно
Ерік Ельмосніно (фр. Éric Elmosnino; нар. 2 травня 1964, Сюрен, О-де-Сен , Франція) — французький актор і музикант, лауреат премії «Сезар» 2011 року за найкращу чоловічу роль у фільмі «Генсбур. Герой і хуліган» .

## Біографія та кар'єра
Ерік Ельмосніно народився у французькому місті Сюрен (департамент О-де-Сен). Після закінчення Національної Консерваторії драматичного мистецтва почав співпрацювати з театром Дез Амандьєрс (фр. Théâtre Nanterre-Amandiers) у Нантеррі.
Дебютувавши в кіно у 1985 році роллю Тоні у фільмі Мішеля Ланга «Для вас, хлопчики» (фр. À nous les garçons), наприкінці 1980-х-початку 1990-х Ельмосніно знімався у невеликих ролях, віддаючи перевагу роботі у театрі.
У 1992 році Ерік Ельмосніно зіграв першу велику кінороль Крістіана Рібеа у сімейній комедії «Список убитих на війні» (фр. Tableau d'honneur). У 2009 році він був запрошений режисером Джоан Сфар на головну роль відомого поета і хулігана в музичну біографічну драму «Генсбур. Герой і хуліган». За цю роботу актор отримав премію «Сезар» за найкращу чоловічу роль. Вдруге був номінований на «Сезара» у 2015 році за найкращу чоловічу роль другого плану у стрічці «Сім'я Бельє», але нагороди не отримав.

## Фільмографія (вибіркова)
| Рік  |    | Українська назва               | Оригінальна назва                                        | Роль                                        |
| ---- | -- | ------------------------------ | -------------------------------------------------------- | ------------------------------------------- |
| 1985 | ф  | Для нас, хлопчики              | À nous les garçons                                       | Тоні                                        |
| 1986 | ф  | Настрої                        | États d'âme ...                                          |                                             |
| 1992 | ф  | Список убитих на війні         | Tableau d'honneur                                        | Крістіан Рібе                               |
| 1994 | ф  | Полковник Шабер                | Le colonel Chabert                                       | Десрош                                      |
| 1996 | ф  | Берні                          | Bernie                                                   | продавець відео                             |
| 1997 | тф |                                | Les années lycée: Petites                                | учитель хімії                               |
| 1997 | кф | Тема                           | Le sujet                                                 | Антуан                                      |
| 1998 | ф  | Кінець серпня, початок вересня | Fin août, début septembre                                | Тома                                        |
| 1999 | ф  | Життя мене не лякає            | La vie ne me fait pas peur                               | учитель                                     |
| 2001 | ф  |                                | Electroménager                                           | Жан                                         |
| 2001 | кф | Моя найкраща любов             | Mon meilleur amour                                       | Матьє                                       |
| 2001 | ф  | Свобода-Олерон                 | Liberté-Oléron                                           | Серджо, механік                             |
| 2001 | ф  | Салют                          | Veloma                                                   | L'équipier à terre                          |
| 2003 | тф | Докази кохання                 | Une preuve d'amour                                       | Себастьєн Маделін                           |
| 2003 | ф  | Зелений рай                    | Vert paradis                                             | Серж                                        |
| 2003 | ф  | Нуль дефектів                  | Zéro défaut                                              | Жеремі                                      |
| 2005 | ф  | Око іншого                     | L'oeil de l'autre                                        | Жером                                       |
| 2005 | ф  | Красунечка                     | Gentille                                                 | Марко                                       |
| 2007 | тф | Як птах                        | La promeneuse d'oiseaux                                  | Абель, наймит                               |
| 2007 | ф  |                                | Enfin seul(s)                                            | Давид                                       |
| 2007 | ф  | Творче життя                   | La vie d'artiste                                         | колишній Аліси                              |
| 2007 | ф  | Сон попередньої ночі           | Actrices                                                 | Раймон                                      |
| 2008 | ф  | Літній час                     | L'heure d'été                                            | комісар поліції                             |
| 2008 | ф  | Вторгнення                     | Intrusions                                               | Франсуа Лебрюн                              |
| 2008 | тф | Графиня де Монсоро             | La dame de Monsoreau                                     | Шико                                        |
| 2009 | ф  | Батько моїх дітей              | Le père de mes enfants                                   | Серж                                        |
| 2009 | ф  | Одного разу у Версалі          | Bancs publics (Versailles rive droite)                   | сплячий                                     |
| 2010 | ф  | Генсбур. Герой і хуліган       | Gainsbourg (Vie héroïque)                                | Серж Генсбур                                |
| 2010 | ф  | Усі дівчата плачуть            | Toutes les filles pleurent                               | П'єр                                        |
| 2010 | тф | Чудова історія Франсуа Рабле   | La très excellente et divertissante histoire de François | Франсуа Рабле                               |
| 2011 | ф  | Майк                           | Mike                                                     | Гайнц                                       |
| 2011 | ф  | Леа                            | Léa                                                      | Жульєн                                      |
| 2011 | ф  | Війна ґудзиків                 | La guerre des boutons                                    | пан Мерлін                                  |
| 2011 | ф  | Канікули на морі               | Le Skylab                                                | Жан на прізвисько «Жако», батько Альбертіни |
| 2011 | тф | Ритуальні вбивства             | Rituels meurtriers                                       | Бастьєн Беніта                              |
| 2012 | тф | Справа Горджі                  | L'affaire Gordji, histoire d'une cohabitation            | Жиль Булю                                   |
| 2012 | ф  | Психи                          | Ouf                                                      | Франсуа                                     |
| 2012 | ф  | Піратське телебачення          | Télé gaucho                                              | Жан-Лу                                      |
| 2013 | ф  | Люди й поцілунки               | Des gens qui s'embrassent                                | Зеф Малковіч                                |
| 2013 | ф  | Готель романтичних побачень    | Hôtel Normandy                                           | Жак Дельбуаз                                |
| 2013 | ф  | Серця чоловіків 3              | Le coeur des hommes 3                                    | Жан                                         |
| 2014 | ф  | Напевно                        | À coup sûr                                               | Трістан Ферсен                              |
| 2014 | ф  | Сім'я Бельє                    | La famille Bélier                                        | Фаб'єн Томассон                             |
| 2015 | ф  | Шик!                           | Chic!                                                    | Жульєн Лефорт                               |
| 2021 | ф  | Мій вовк                       | Mystère                                                  |                                             |

## Визнання
| Рік                                | Категорія                                                                     | Фільм                    | Результат |
| ---------------------------------- | ----------------------------------------------------------------------------- | ------------------------ | --------- |
| Міжнародний кінофестиваль у Люшоні |                                                                               |                          |           |
| 2003                               | Найкращий актор                                                               | Докази кохання           | Перемога  |
| Кінофестиваль Трайбека             |                                                                               |                          |           |
| 2010                               | Найкращий актор                                                               | Генсбур. Герой і хуліган | Номінація |
| Премія «Сезар»                     |                                                                               |                          |           |
| 2011                               | Найкращий актор                                                               | Генсбур. Герой і хуліган | Перемога  |
| 2015                               | Найкращий актор другого плану                                                 | Сім'я Бельє              | Номінація |
| Кришталевий глобус                 |                                                                               |                          |           |
| 2011                               | Найкращий актор                                                               | Генсбур. Герой і хуліган | Номінація |
| Золота зірка кіно                  |                                                                               |                          |           |
| 2011                               | Найкращий актор-новачок                                                       | Генсбур. Герой і хуліган | Перемога  |
| 2011                               | Найкращий актор (разом з Жераром Депардьє у фільму «Останній мамонт Франції») | Генсбур. Герой і хуліган | Перемога  |